# Stephanus Ackermann
Stephanus Ackermann (sinh ngày 26 tháng 12 năm 1985) là 1 vận động viên cricket người Namibia. Anh là 1 right-handed batsman và a right-arm medium-pace bowler. Anh sinh tại Windhoek và chơi one-day cricket cho đội trẻ Namibia từ 2005. Anh tham dự giải Under-19 World Cup cho Namibia năm 2006.
Ackermann chơi trận first-class đầu tiên vào tháng 10 năm 2008 đối đầu với North West.